# Szlak pieszy nr 1005
 Szlak Łącznikowy Warnowski, szlak pieszy nr 1005 – znakowany jednoetapowy szlak turystyczny w województwie zachodniopomorskim, długości 0,6 km, na terenie Wolińskiego Parku Narodowego. Szlak łączy stację kolejową Warnowo i szlak pieszy nr 1001, z którym łączy się na skrzyżowaniu dróg w Warnowie.

## Przebieg szlaku
Początkiem szlaku jest dworzec kolejowy stacji Warnowo. Szlak prowadzi asfaltową drogą przez tereny leśne oraz miejscowość Warnowo do węzła szlaków turystycznych na skrzyżowaniu dróg w Warnowie. Szlak kończy się przy  szlaku pieszym zielonym prowadzącym przez Pojezierze Warnowsko-Kołczewskie

## Miejsca na szlaku

### Warnowo
W znajdującej się przy końcu szlaku miejscowości Warnowo zabytkiem są zabudowania leśniczówki, przy której warte obejrzenia są pomnikowe drzewa: żywotnik olbrzymi i lipy. Pochodzące z Warnowa ofiary I wojny światowej upamiętnia pomnik.

### Obwód ochronny Warnowo
Obwód ochronny Warnowo należą do najcenniejszych przyrodniczo obszarów chronionych Wolińskiego Parku Narodowego. Pokrywają go stare lasy mieszane bukowo-sosnowe, w których występują też 300-letnie dębiny. Kombinacja jezior połączonych Lewieńską Strugą tworzy dobre warunki do bytowania licznych gatunków zwierząt wodnych oraz ptaków, a otaczające jeziora lasy stanowią ostoję i miejsce rozmnażania się ssaków i ptaków.